# Kelly Gallagher
Pour les articles homonymes, voir Gallagher.
Kelly Gallagher, née le 18 mai 1985 à Londres, est une skieuse britannique. Elle est la première Britannique à remporter une médaille d'or aux Jeux paralympiques d'hiver.

## Biographie
Kelly Gallagher naît malvoyante et atteinte d'albinisme oculo-cutané qui affecte ses yeux, sa peau et ses cheveux. Elle effectue des études de mathématiques, obtenant une licence à l'université de Bath, puis un master à l'université Queen's de Belfast. Elle travaille ensuite comme statisticienne à l'Agence de statistiques et de recherche d'Irlande du Nord. Parallèlement, elle skie depuis l'âge de 17 ans.
Elle fait partie de la délégation britannique aux Jeux paralympiques d'hiver de 2010, à Vancouver. Résidante à Bangor en Irlande du Nord, elle devient alors la première Nord-Irlandaise aux Jeux paralympiques d'hiver. Catégorisée B3 (le degré de handicap le moins lourd pour les déficients visuels aux Jeux), elle se classe sixième dans l'épreuve du slalom, et quatrième au slalom géant, au pied du podium. En 2011, avec sa guide Charlotte Evans, elle remporte la médaille d'argent lors des Championnats du monde de ski alpin paralympique, à Sestrières, et la médaille de bronze au slalom géant. Ce sont les premières médailles jamais remportées par les Britanniques en ski alpin aux Championnats du monde handisport. Aux Championnats du monde de 2013, elle participe à toutes les épreuves, et remporte quatre médailles : l'argent dans le Super combiné et le Super-G ; le bronze en descente et dans le slalom géant.
Elle se qualifie avec Charlotte Evans pour les Jeux paralympiques d'hiver de 2014 à Sotchi. Elles remportent l'épreuve du Super-G, en 1:28.72, obtenant ainsi la première médaille d'or jamais remportée par le Royaume-Uni aux Jeux paralympiques d'hiver,.